# Ötpettyes katica
Az ötpettyes katica (Coccinella quinquepunctata) a katicabogárfélék családjába tartozó, Eurázsiában honos, levéltetvekkel táplálkozó bogárfaj.  

## Megjelenése
Az ötpettyes katica testhossza 3–5 mm. Alakja felülről ovális, szárnyfedői erősen domborúak, majdnem félgömbszerűek. A szárnyfedők pirosak, 1–1 nagy középső és 1–1 kis hátsó-oldalsó fekete pöttyel, valamint egy nagy felső pöttyel ami a pajzsocskára (scutellum) és a két szárnyfedőre is kiterjed. Utóbbit két oldalról kis fehér foltok határolhatják. Ezenkívül ritkán több (maximum 4) kisebb pöttye is lehet még (összesen legfeljebb 9). A pöttyök csak nagyon ritkán olvadnak össze, teljesen fekete változata nem ismert. Az előtor fekete, oldalsó-elülső peremén egy-egy fehér folttal. Feje fekete, a szemek között két kis fehér pötty látható. Lábai feketék.
Lárvája sötétszürke, szelvényein fekete szemölcsökkel. A tor első szelvényének oldala, a harmadik szelvény alsó szemölcse, valamint az 1., 4., 6. és 7. potrohszelvény oldala narancssárga. 

## Elterjedése
Eurázsiában honos Észak-Spanyolországtól Dél-Szibériáig. Európában Skandináviában és a Brit-szigeteken is megtalálható. 

## Életmódja
Kórókon, bokrokon, fákon, parlagokon él (Angliában, ahol a klíma nem igazán megfelelő számára, csak folyómenti kavicsos-iszapos talajú magaskórósokban figyelték meg, főleg csalánon és bogáncson). A kifejlett bogár és a lárva is ragadozó, levéltetvekre vadásznak.  

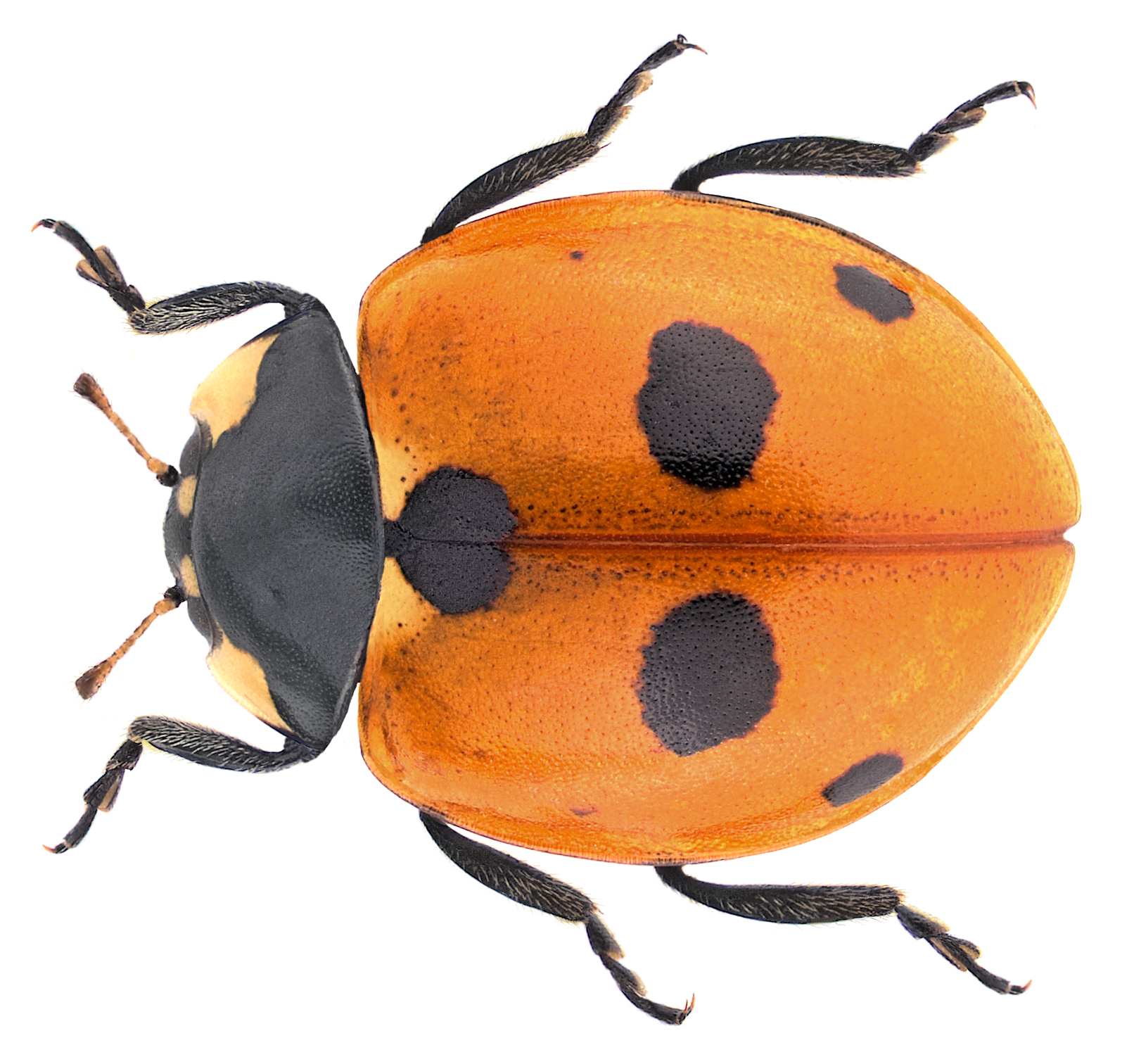
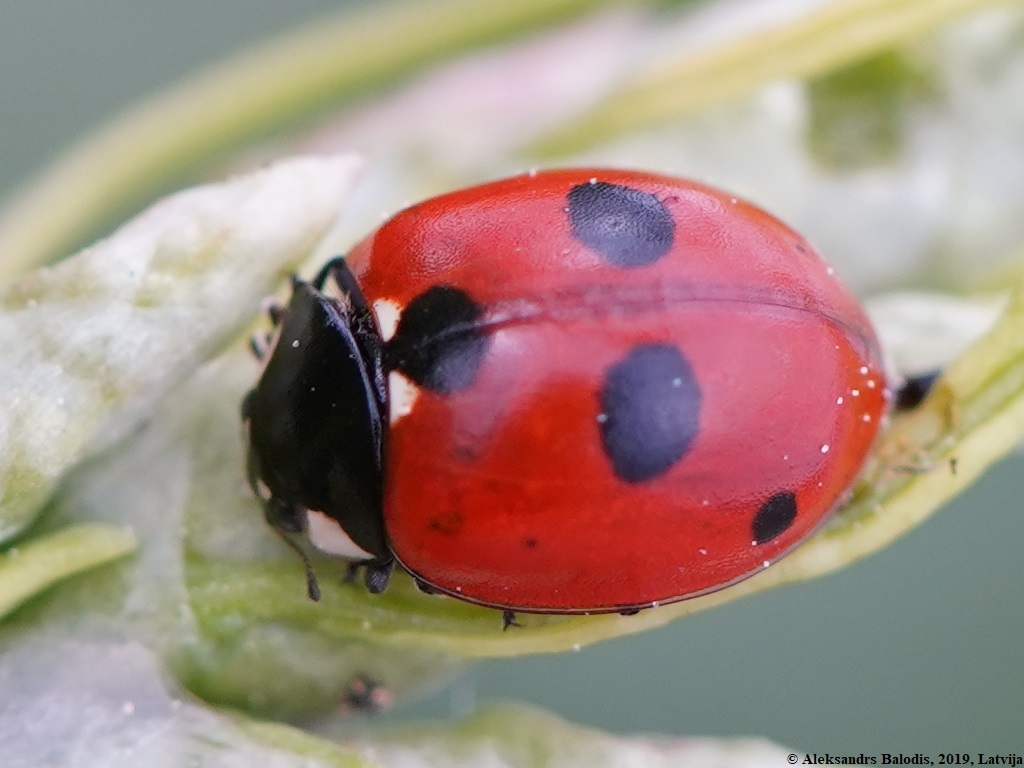
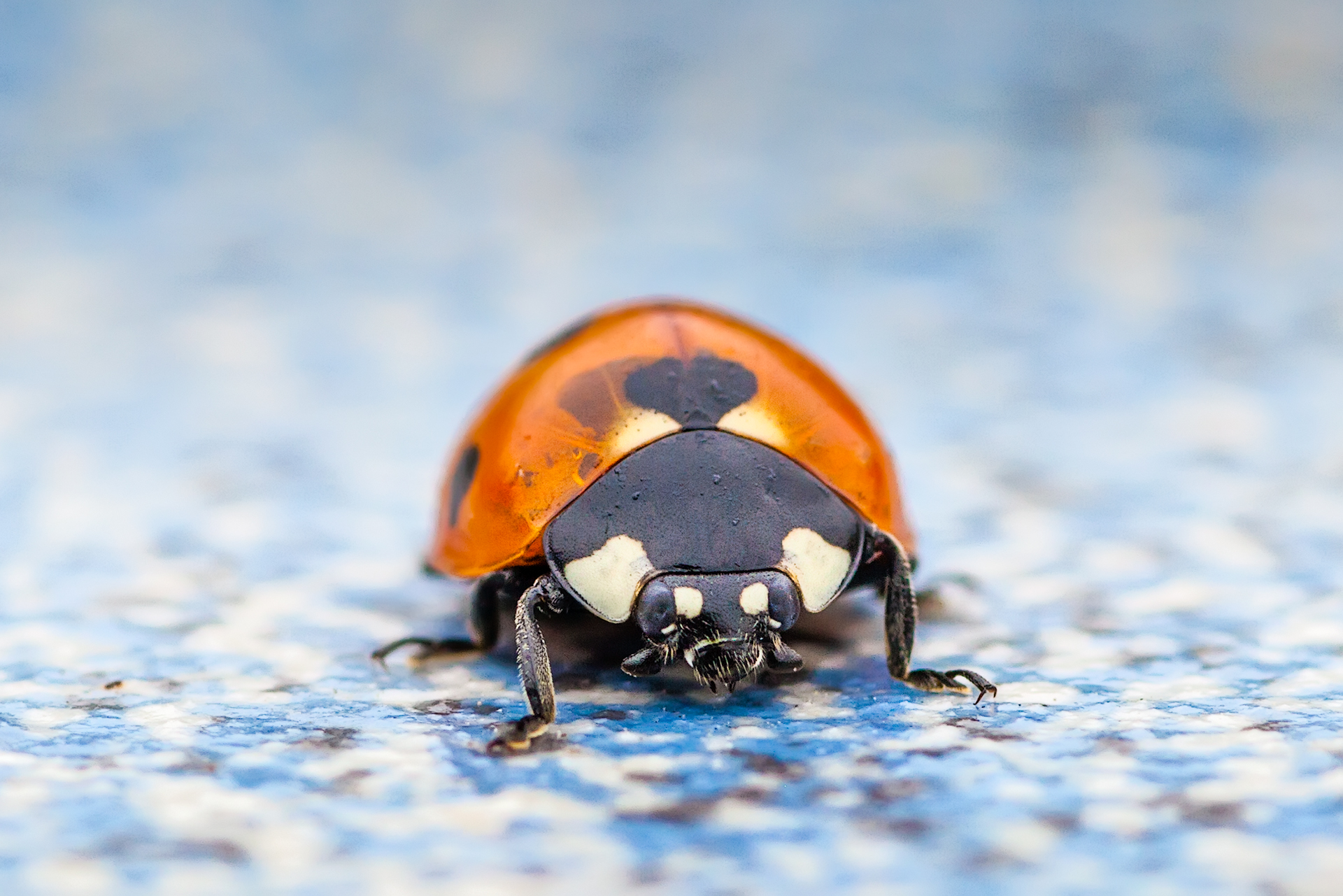
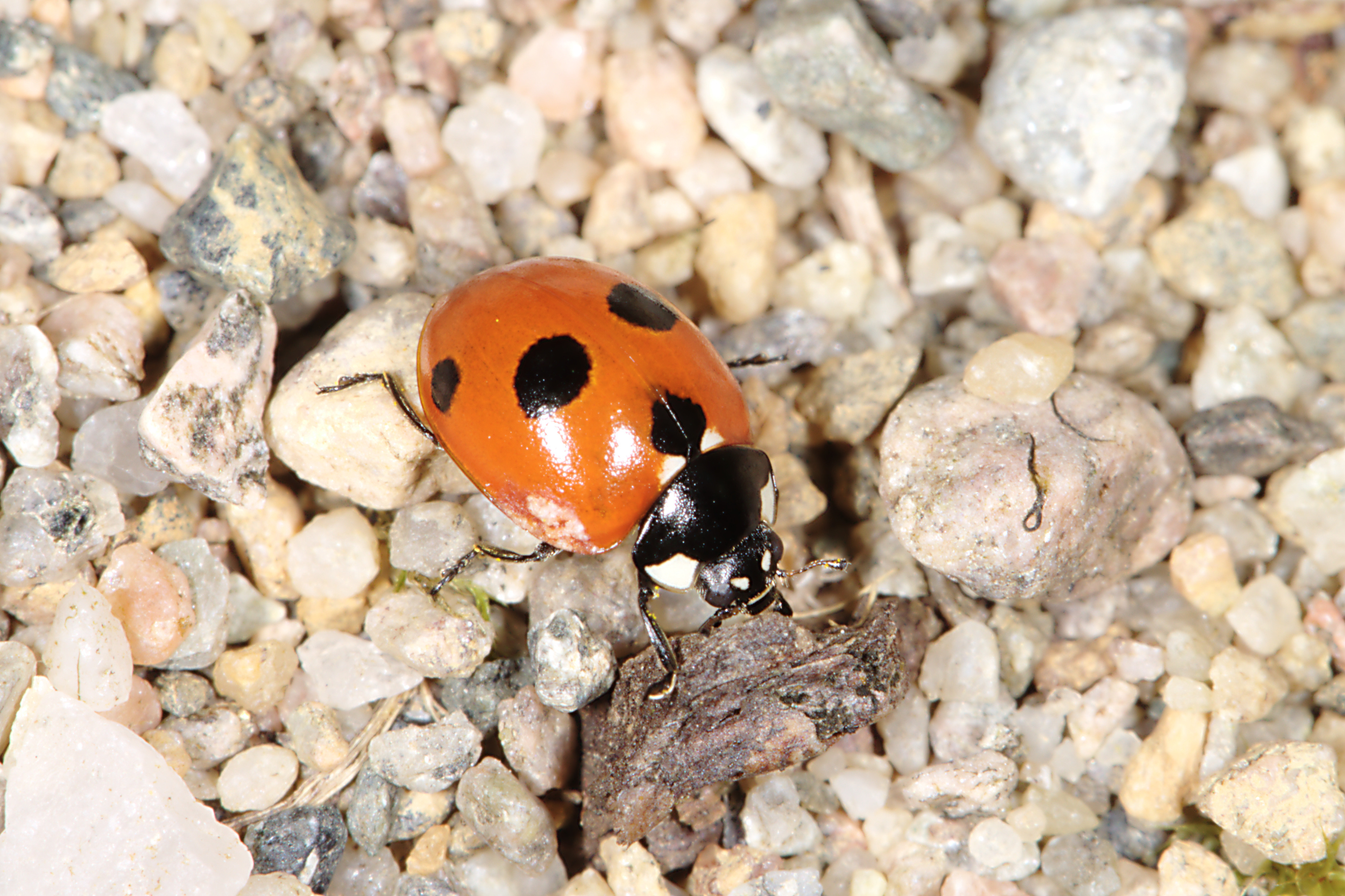
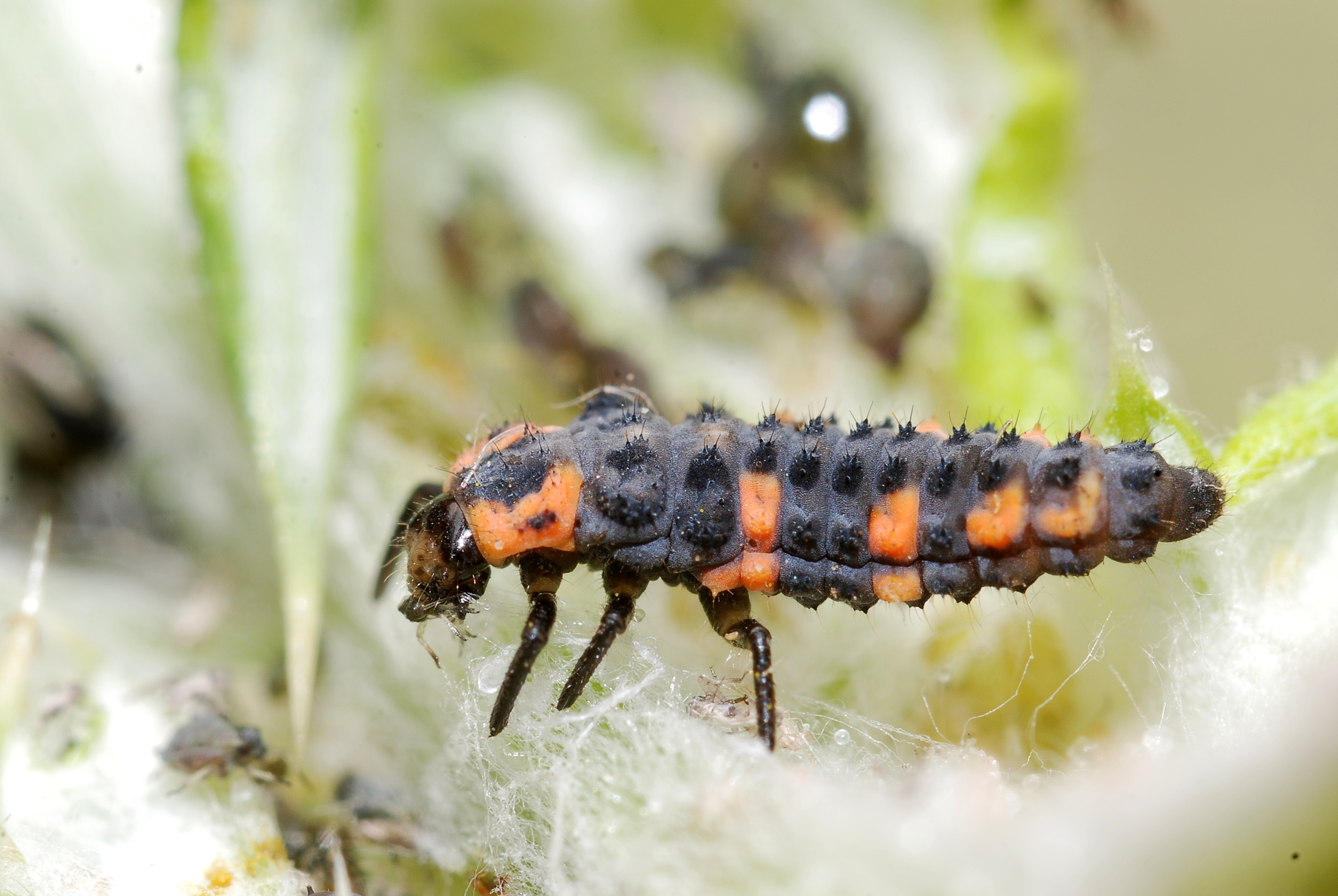

Magyarországon nem védett.